# Neuma
|  | Aquest article tracta sobre notació musical. Si cerqueu el concepte filosòfic, vegeu «pneuma». |

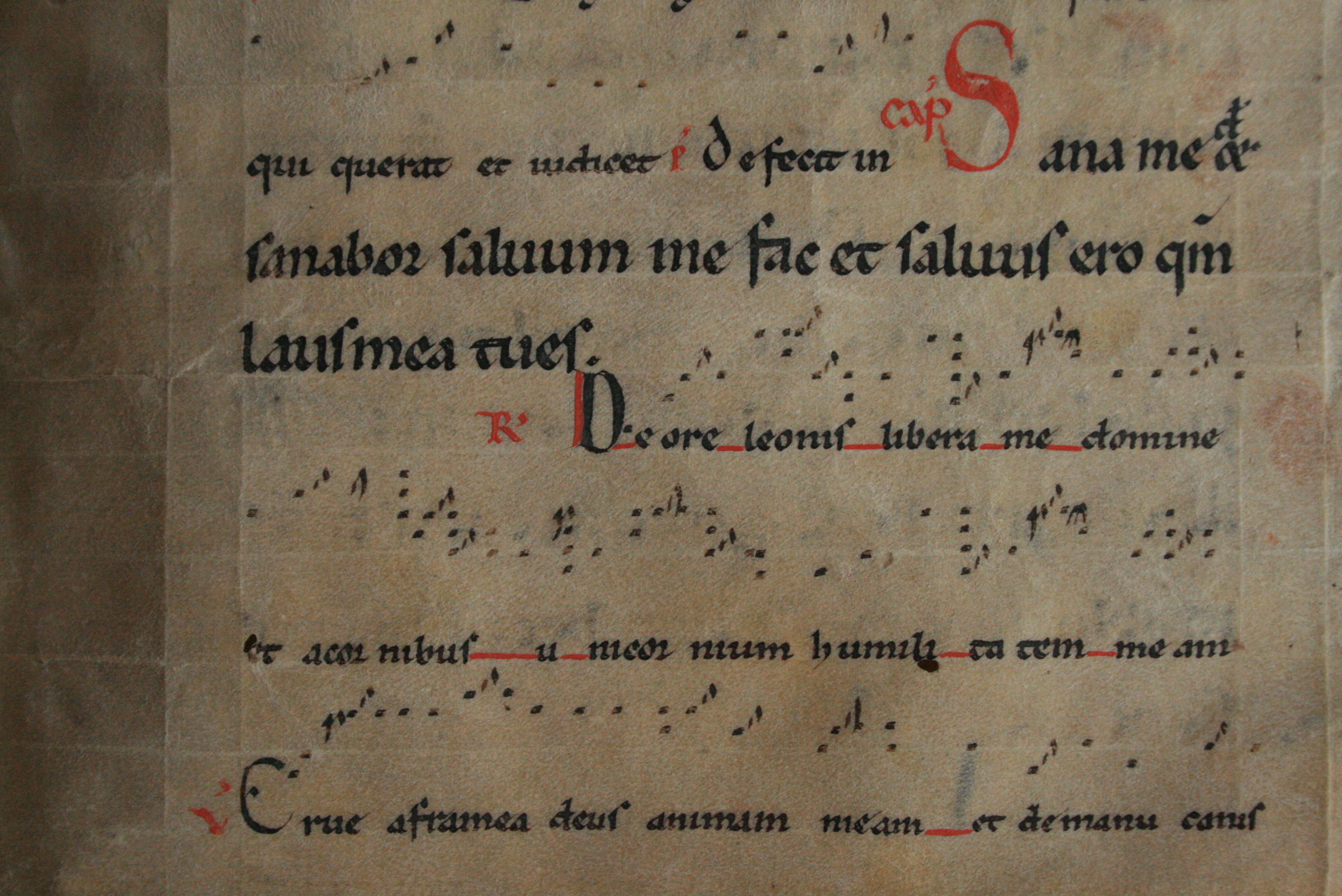
Fragment d'un manuscrit medieval amb notació neumàtica aquitana adiastemàtica

Un neuma és un signe de la notació musical emprat a l'edat mitjana. El seu nom ve del grec antic pneuma, "respiració".
Inicialment, els neumes indicaven, de manera aproximada, el moviment ascendent o descendent de la melodia, un ornament o una particularitat de l'execució. Tenien diferents formes i es col·locaven a sobre dels textos litúrgics per recordar als cantors els moviments melòdics del cant. Aquesta forma d'anotació -denominada in campo aperto o notació adiastemàtica va ser substituïda, a mesura que s'hi van anar afegint les línies horitzontals de referència de l'altura dels sons que acabarien constituint l'actual pentagrama, pel sistema de notació diastemàtica. Posteriorment, l'escriptura d'alguns dels neumes es transformaria en l'escriptura de les notes musicals.
Aquesta va ser la forma pròpia i més específica d'anotar per escrit les melodies del cant gregorià i dels altres cants litúrgics medievals de l'església cristiana.
Aquests neumes prenien formes diferents -lleugerament o sensiblement diferents segons els casos- en funció de les diferents cal·ligrafies emprades en diverses zones d'Europa. Hi va haver una notació neumàtica específicament catalana.

## Diferents neumes

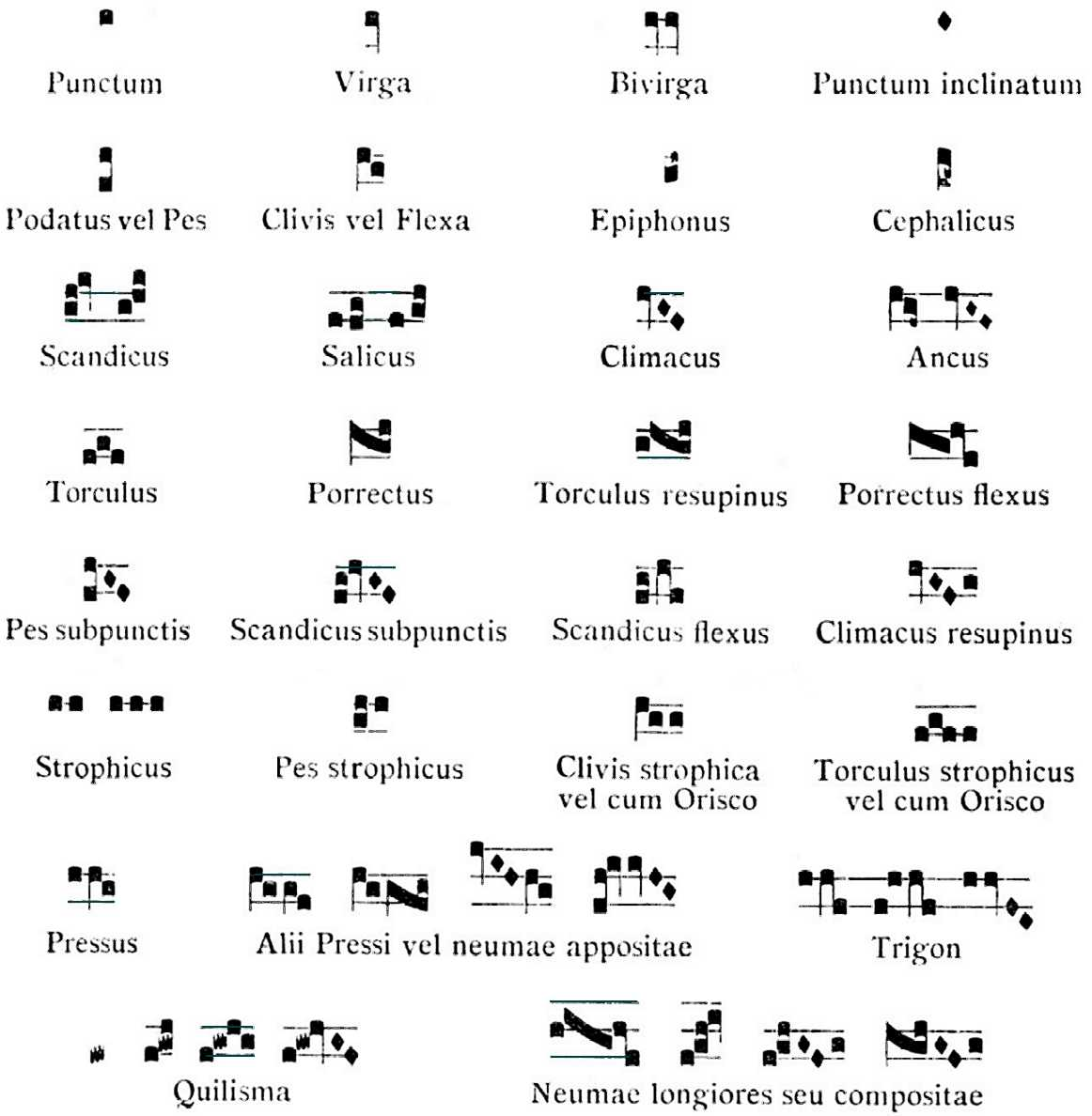
Punctum, Virga, Bivirga, Punctum inclinatum
Podatus (o Pes), Clivis (o Flexa), Epiphonus, Cephalicus
Scandicus, Salicus, Climacus, Ancus
Torculus, Porrectus, Torculus Resupinus, Porrectus Flexus
Pes subpunctis, Scandicus subpunctis, Scandicus flexus, Climacus resupinus
Strophicus, Pes strophicus, Clivis strophica vel cum Orisco, Torculus Strophicus vel cum Orisco
Pressus, alii Pressi vel neumae appositae, Trigon
Quilisma, Neumae longiores seu compositae

Contràriament a l'època moderna, l'element de base pel cant gregorià (bé sigui per la seva anàlisi o la seva interpretació) no és la nota musical, sinó, el neuma. Els neumes descriuen petites fórmules melòdiques aplicades a una síl·laba. Cada tipus de neuma correspon a una figura melòdica i sobretot a un ritme propi.

### Neumes que representen una sola nota
- Punctum ("punt")
- Virga
- Bivirga (repetició de dos neumes). Segons alguns autors el segon neuma representa una nota més llarga que el primer, d'altres, una repetició.
- Punctum inclinatum

### Neumes que representen dues notes
- Podatus o Pes (dues notes ascendents)
- Clivis o Flexa (dues notes descendents)
- Epiphonus
- Cephalicus

### Neumes que representen tres notes
- Scandicus (tres notes ascendents)
- Climacus (tres notes descendents)
- Torculus (moviment ascendent-moviment descendent)
- Porrectus (moviment descendent-moviment ascendent)

## Notació pneumàtica

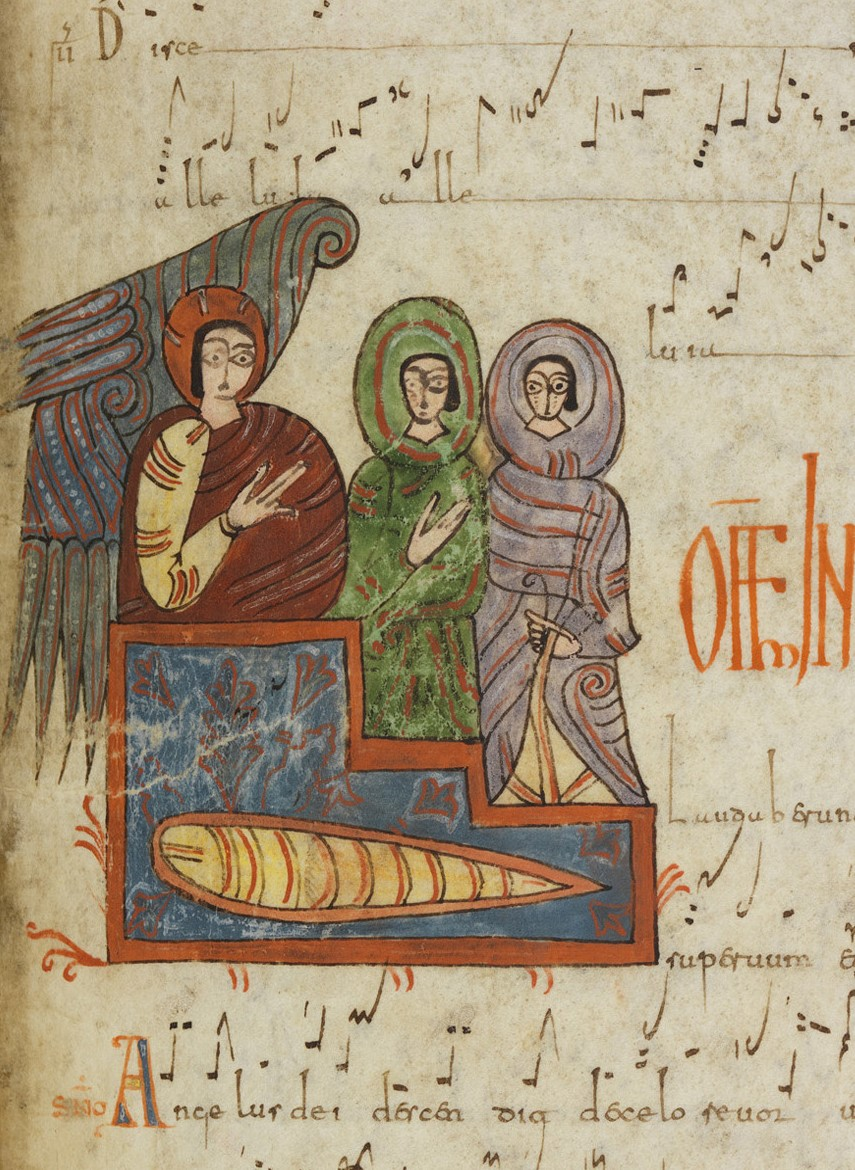
Pàgina amb notació pneumàtica visigòtica, Antifonari de Lleó,.

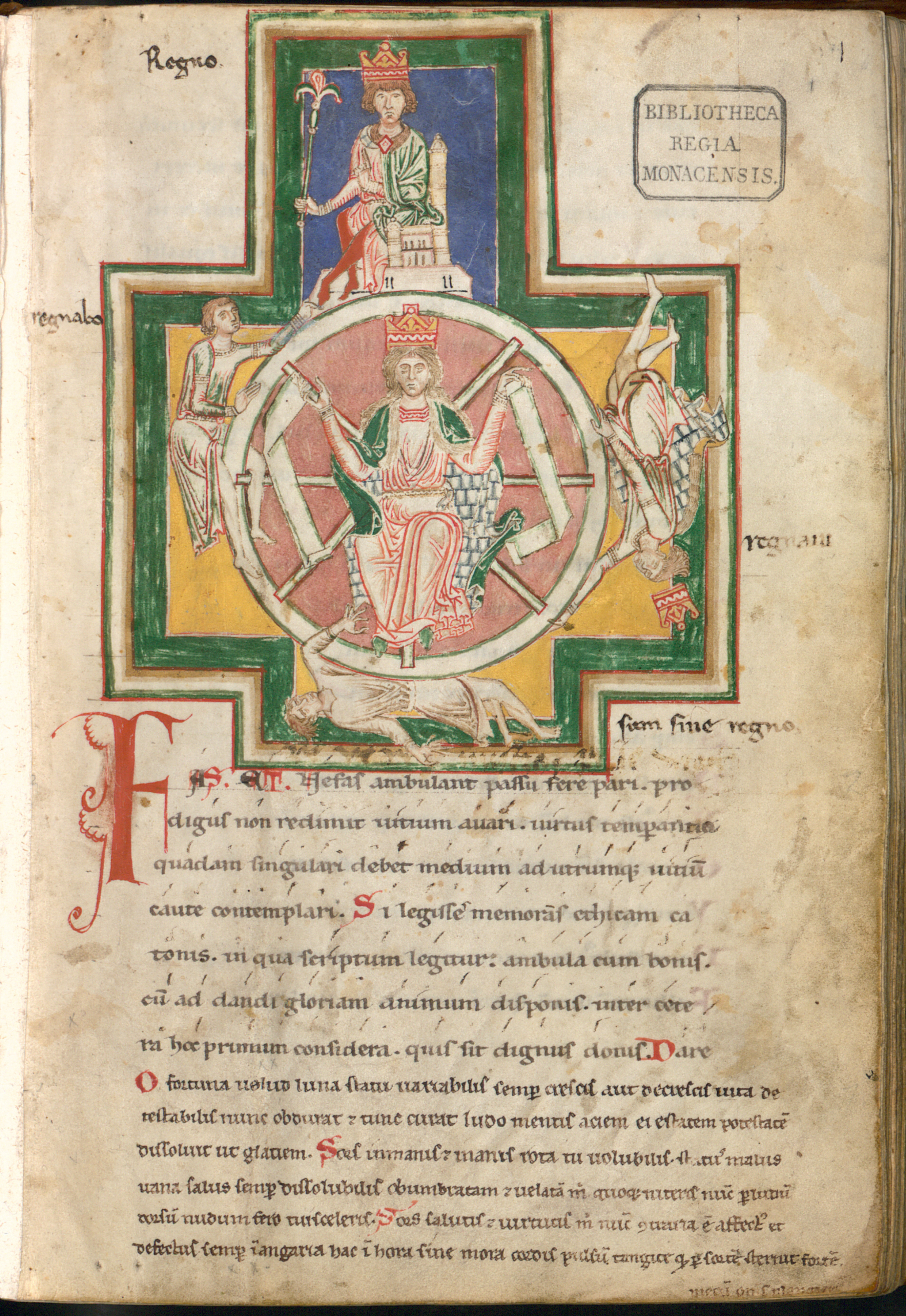
Pàgina del Codex Buranus, que conté els Carmina Burana, amb signes pneumàtics sobre el text

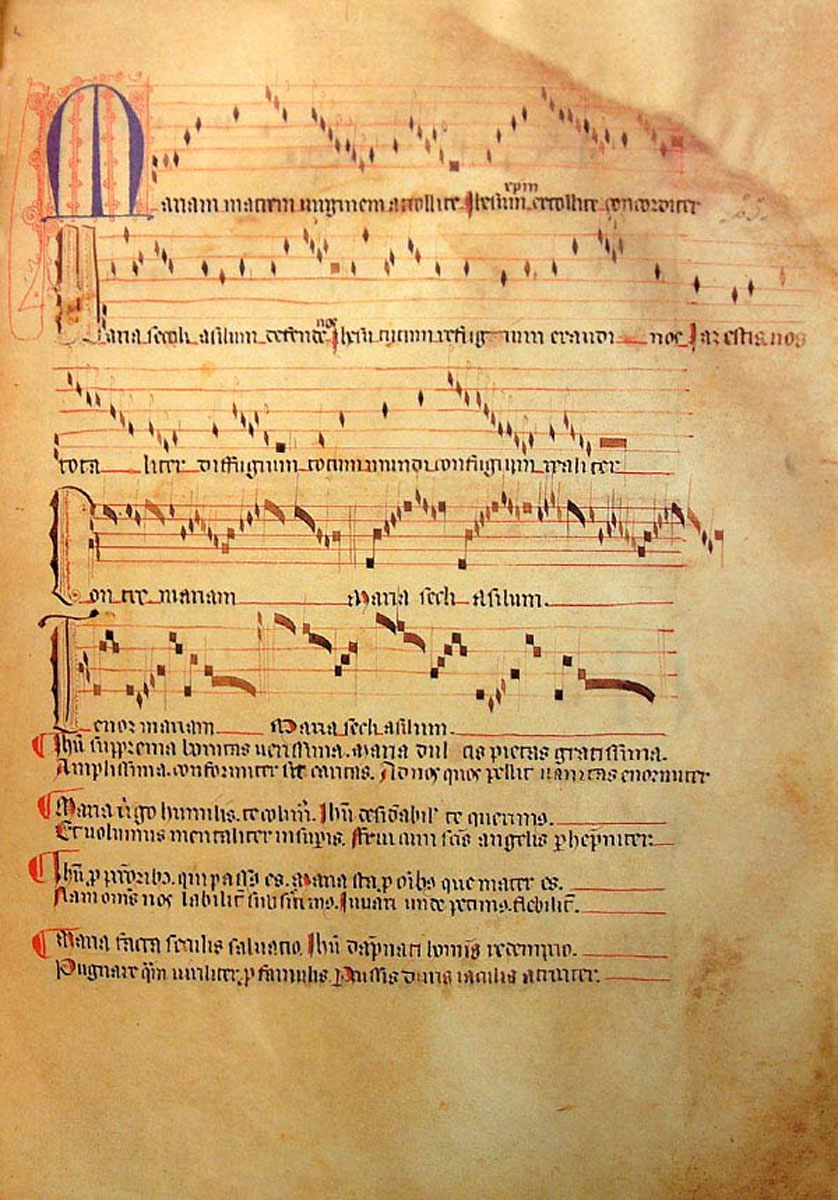
Notació quadrada gregoriana, himne «Mariam matrem virginem», Llibre vermell, Biblioteca del monestir de Montserrat

La notació pneumàtica (del grec πνεῦμα transliterat al romanç amb les lletres pneuma, i que significa 'esperit', 'buf', 'respiració') és un sistema de notació musical que consistien en de signes gràfics que representaven un o més sons, especificant el seu nombre, la seva relació rítmica o articulatòria, i la situació tonal o melòdica dels sons relativa i imprecisa dins d'una escala. El seu origen està en la indicació dels accent greus i aguts de les paraules llatines sobre el text, formant els anomenats neumas, i que representaven molt imperfectament els girs melòdics d'una peça musical.
Els signes pneumàtics són figures gràfiques dibuixades per expressar diversos continguts prosòdics i sintàctics (accents i signes de puntuació), que van passar a ser melòdics (de to), rítmics i tímbrics. Per exemple, l'accent agut va passar a representar-se per un traç vertical (la virga) i l'accent greu per un angle (torculus). Cada signe té un significat general unívoc, però adquireix un altre particular, depenent del context. Els signes o neumas es poden classificar en tres grups:
- Neumas quadrats. Són aquells les parts, significatives de d'altres sons, combinen entre si formant un angle, i necessiten per la seva escriptura tants moviments de la mà com a parts significatives tingui. D'aquests neumes es desenvoluparia el punctum cuadratum, origen de la notació gregoriana.
- Neumas cursius. Són aquells les parts significatives es tracen amb un sol moviment de la mà. El seu nom prové del fet que es tracin seguint el cursus de l'escriptura.
- Neumas licuescentes. Són també neumes cursius, però el final apareix abreujat.

Un factor determinant en el desenvolupament gràfic de la notació pneumàtica és la variació dels instruments d'escriptura al llarg dels anys. Així, per exemple, l'aparició de la ploma d'au va facilitar l'aparició de neumes cursius de major longitud, i la introducció de les plomís metàl·liques amb punta plana a l'escriptura gòtica, van determinar la prevalença dels neumes quadrats i la seva transformació en la moderna notació gregoriana.

## Indicació de to
El problema de la notació pneumàtica és la deficient indicació de to, ja que, en principi, s'escrivia sobre "camp obert", és a dir, sense cap referència gràfica a l'escala. Però al segle xi els copistes comencen a afegir una línia horitzontal marcada a punta seca (sense tinta), normalment indicant la nota principal o tònica de la melodia. En manuscrits del segle xii apareix aquesta línia marcada ja amb grafit o amb tinta vermella i en alguns còdexs s'indica a l'inici la nota a la qual representa mitjançant d'un signe o clau (normalment de do o de fa). Aquest és l'origen llunyà del pentagrama.

## Variants
Aquesta notació va ser utilitzada per tota la música medieval a la Cristiandat llatina, excepte al sud de les Gàl·lies, on es feia servir un tipus d'escriptura basada en un signe anomenat punctus, coneguda com a notació aquitana.
Dins de les seves variants n'hi ha dos que destaquen per la seva extensió:
- Notació pneumàtica gregoriana, utilitzada per a la representació de les melodies en els manuscrits litúrgics romans.
- Notació visigòtica, utilitzada per a la representació de les melodies en els manuscrits litúrgics de la Litúrgia hispànica.

Altres sistemes de notació pneumàtica desenvolupats a l'edat mitjana es van unificar formant la dita notació pneumàtica gregoriana:
- Notació paleofranca.
- Notació sangalense.
- Notació catalana.
- Notació bretona.
- Notació lorena.
- Notació francesa.
- Notació normanda.
- Notació de Nonantola.
- Notació beneventana.
- Notació d'Itàlia central.
- Notació aquitana antiga.

De moltes d'aquestes, en aparèixer els diastemes, sorgeixen les variants de la notació quadrada o gregoriana, que es generalitza a tot Europa a partir del segle xiv.